# Kuurne-Bruxelles-Kuurne
La Kuurne-Bruxelles-Kuurne (ned.: Kuurne-Brussel-Kuurne) è una corsa in linea di ciclismo su strada maschile, parte delle cosiddette corse classiche del pavé, che si svolge annualmente nella regione delle Fiandre, in Belgio. Dal 2005 al 2015 fece parte del circuito continentale UCI Europe Tour come evento di classe 1.1. Nel 2016 l'evento fu promosso alla classe 1.HC. del circuito UCI ProSeries
La gara ha luogo solitamente l'ultima domenica di febbraio o la prima di marzo, il giorno successivo all'Omloop Het Nieuwsblad. Le edizioni degli anni 1986 e 1993 non si tennero a causa del maltempo; similmente l'edizione 2013 fu annullata a causa della neve.

## Storia
Corsa per la prima volta nel 1945, la gara partiva da Kuurne, arrivava e Bruxelles e ritornava nuovamente a Kuurne. Dal 1950 apriva la stagione ciclistica belga. Quando alla fine degli anni '60 Bruxelles divenne inaccessibile agli eventi ciclistici, la corsa comincio a compiere il suo giro di boa nelle Ardenne fiamminghe, nella provincia delle Fiandre Orientali. Per questo motivo, da quel momento fu denominata Omloop der beide Vlaanderen (it. Circuito delle due Fiandre). Nel 1979 gli organizzatori decisero di denominare la corsa nuovamente Kuurne-Bruxelles-Kuurne, malgrado essa non passasse per Bruxelles.
Da decenni la Kuurne-Bruxelles-Kuurne si corre il secondo giorno di apertura della stagione ciclistica belga dopo l'Omloop Het Nieuwsblad. Rispetto a quest'ultima ha un prestigio inferiore, sebbene nel 2016 sia stata elevata a evento 1.HC, al pari della Omloop Het Nieuwsbald. Mai nessun corridore ha vinto le due gare nello stesso anno.
Dal momento che la corsa si svolge d'inverno, per tre volte è stata annullata per condizioni atmosferiche avverse, nel 1983 e nel 1993 per forti piogge e nel 2013 per neve. Nel 2004 invece ha aperto la stagione, visto che la Omloop Het Nieuwsblad era stata annullata per neve.

## Percorso
Nonostante il suo nome, la corsa in realtà non arriva a Bruxelles. La gara inizia nell'ippodromo di Kuurne, nel sud delle Fiandre Occidentali, e si dirige a est in direzione di Bruxelles, ma il suo punto più orientale è nei pressi di Ninove, 23 km a ovest di Bruxelles. Al ritorno verso Kuurne, il percorso si estende verso le Ardenne fiamminghe, nelle Fiandre Orientali, dove viene affrontata una serie di colli. Il percorso nella zona collinare cambia ogni anno, ma alcune salite sono stabili, tra cui l'Edelareberg, la Houppe, il Kanarieberg, il Kruisberg, l'Oude Kwaremont, il Tiegemberg ed il Nokereberg. Dopo circa 200 km si arriva a Kuurne. La gara si conclude con due giri intorno Kortrijk e Kuurne.
Essendo l'ultima salita a 53 km dall'arrivo, con una strada lunga e piana prima della linea del traguardo, il percorso è meno selettivo rispetto alla Omloop Het Nieuwsblad. Infatti la Kuurne-Bruxelles-Kuurne si è affermata come una classica per velocisti.

## Albo d'oro
Aggiornato all'edizione 2025.
| Anno | Vincitore                                  | Secondo                                    | Terzo                          |
| ---- | ------------------------------------------ | ------------------------------------------ | ------------------------------ |
| 1945 | Valère Ollivier                            | Albert Ramon                               | Albert Decin                   |
| 1946 | Henri Delmuyle                             | Arthur Mommerency                          | Albert Paepe                   |
| 1947 | André Pieters                              | André Rosseel                              | Omer Mommerency                |
| 1948 | Achiel Buysse                              | André Pieters                              | Roger Cnockaert                |
| 1949 | Albert Decin                               | Valère Ollivier                            | Arthur Mommerency              |
| 1950 | Valère Ollivier                            | Albert Decin                               | André Declerck                 |
| 1951 | André Declerck                             | Maurice Blomme                             | Albert Decin                   |
| 1952 | André Maelbrancke                          | Albert Lambert                             | Basile Wambeke                 |
| 1953 | Leopold Degraevelyn                        | André Pieters                              | René Mertens                   |
| 1954 | Léon Van Daele                             | René Oreel                                 | Baudouin Devos                 |
| 1955 | Joseph Planckaert                          | René Mertens                               | Henri Denijs                   |
| 1956 | Henri Denijs                               | Wim van Est                                | Alberic Schotte                |
| 1957 | Jozef Verhelst                             | Léon Van Daele                             | Norbert Kerckhove              |
| 1958 | Gilbert Desmet                             | Karel De Baere                             | Marcel Rijckaert               |
| 1959 | Gentil Saelens                             | Arthur De Cabooter                         | Maurice Meuleman               |
| 1960 | Joseph Planckaert                          | Francis Pipelin                            | Henri De Wolf                  |
| 1961 | Léon Van Daele e Fred De Bruyne (ex aequo) | Léon Van Daele e Fred De Bruyne (ex aequo) | André Noyelle                  |
| 1962 | Piet Rentmeester                           | Robert De Middeleir                        | Romain Van Wijnsberghe         |
| 1963 | Noël Foré                                  | Léon Van Daele                             | Willy Bocklant                 |
| 1964 | Arthur De Cabooter                         | Tom Simpson                                | Frans Melckenbeeck             |
| 1965 | Guido Reybrouck                            | Vin Denson                                 | Bernard Van Den Kerckhove      |
| 1966 | Gustaaf De Smet                            | Robert De Middeleir                        | Norbert Kerckhove              |
| 1967 | Daniel Van Ryckeghem                       | Eric De Munster                            | Walter Boucquet                |
| 1968 | Eric Leman                                 | Daniel Van Ryckeghem                       | Edward Sels                    |
| 1969 | Freddy Decloedt                            | Noël Vantyghem                             | Emile Lambrechts               |
| 1970 | Roger De Vlaeminck                         | Eric Leman                                 | Daniel Van Ryckeghem           |
| 1971 | Roger De Vlaeminck                         | Eric Leman                                 | Frans Verbeeck                 |
| 1972 | Gustaaf Van Roosbroeck                     | Noël Van Clooster                          | Willy Planckaert               |
| 1973 | Walter Planckaert                          | Freddy Maertens                            | Tino Tabak                     |
| 1974 | Wilfried Wesemael                          | Eddy Verstraeten                           | Cyrille Guimard                |
| 1975 | Frans Verhaeghen                           | Tino Tabak                                 | Freddy Maertens                |
| 1976 | Frans Verhaeghen                           | Franky De Gendt                            | Hervé Vermereen                |
| 1977 | Patrick Sercu                              | Walter Planckaert                          | Dietrich Thurau                |
| 1978 | Patrick Lefevere                           | Ludo Delcroix                              | Walter Planckaert              |
| 1979 | Walter Planckaert                          | Alfons van Katwijk                         | Jean-Luc Vandenbroucke         |
| 1980 | Jan Raas                                   | Ludo Peeters                               | Sean Kelly                     |
| 1981 | Jos Jacobs                                 | Jean-Luc Vandenbroucke                     | Hubert Linard                  |
| 1982 | Gregor Braun                               | Eddy Planckaert                            | Sean Kelly                     |
| 1983 | Jan Raas                                   | Sean Kelly                                 | Eddy Planckaert                |
| 1984 | Jos Lammertink                             | Walter Planckaert                          | Marc Dierickx                  |
| 1985 | William Tackaert                           | Marc Sergeant                              | Gerrit Solleveld               |
| 1986 | annullata a causa del maltempo             | annullata a causa del maltempo             | annullata a causa del maltempo |
| 1987 | Ludo Peeters                               | Johan Lammerts                             | Dirk Demol                     |
| 1988 | Hendrik Redant                             | Noël Segers                                | Jelle Nijdam                   |
| 1989 | Edwig Van Hooydonck                        | Mauro Gianetti                             | Johan Devos                    |
| 1990 | Hendrik Redant                             | Jelle Nijdam                               | Davis Phinney                  |
| 1991 | Johnny Dauwe                               | Jean-Paul van Poppel                       | Hendrik Redant                 |
| 1992 | Olaf Ludwig                                | Christophe Capelle                         | Johan Museeuw                  |
| 1993 | annullata a causa del maltempo             | annullata a causa del maltempo             | annullata a causa del maltempo |
| 1994 | Johan Museeuw                              | Johan Capiot                               | Olaf Ludwig                    |
| 1995 | Frédéric Moncassin                         | Hendrik Redant                             | Andrea Peron                   |
| 1996 | Rolf Sørensen                              | Frédéric Moncassin                         | Gianluca Pianegonda            |
| 1997 | Johan Museeuw                              | Stéphane Barthe                            | Bruno Boscardin                |
| 1998 | Andrei Tchmil                              | Frank Vandenbroucke                        | Emmanuel Magnien               |
| 1999 | Jo Planckaert                              | Johan Museeuw                              | Andrei Tchmil                  |
| 2000 | Andrei Tchmil                              | Geert Van Bondt                            | Jaan Kirsipuu                  |
| 2001 | Peter Van Petegem                          | Hans De Clercq                             | Jo Planckaert                  |
| 2002 | Jaan Kirsipuu                              | Serge Baguet                               | Enrico Cassani                 |
| 2003 | Roy Sentjens                               | Leif Hoste                                 | Volker Ordowski                |
| 2004 | Steven de Jongh                            | Paolo Bettini                              | Gerben Löwik                   |
| 2005 | George Hincapie                            | Kevin Van Impe                             | Bert Roesems                   |
| 2006 | Nick Nuyens                                | Leif Hoste                                 | Tom Boonen                     |
| 2007 | Tom Boonen                                 | Marcel Sieberg                             | Iljo Keisse                    |
| 2008 | Steven de Jongh                            | Sebastian Langeveld                        | Matthew Goss                   |
| 2009 | Tom Boonen                                 | Bernhard Eisel                             | Jeremy Hunt                    |
| 2010 | Bobbie Traksel                             | Rick Flens                                 | Ian Stannard                   |
| 2011 | Chris Sutton                               | Jaŭhen Hutarovič                           | André Greipel                  |
| 2012 | Mark Cavendish                             | Jaŭhen Hutarovič                           | Kenny van Hummel               |
| 2013 | annullata a causa del maltempo             | annullata a causa del maltempo             | annullata a causa del maltempo |
| 2014 | Tom Boonen                                 | Moreno Hofland                             | Sep Vanmarcke                  |
| 2015 | Mark Cavendish                             | Alexander Kristoff                         | Elia Viviani                   |
| 2016 | Jasper Stuyven                             | Alexander Kristoff                         | Nacer Bouhanni                 |
| 2017 | Peter Sagan                                | Jasper Stuyven                             | Luke Rowe                      |
| 2018 | Dylan Groenewegen                          | Arnaud Démare                              | Sonny Colbrelli                |
| 2019 | Bob Jungels                                | Owain Doull                                | Niki Terpstra                  |
| 2020 | Kasper Asgreen                             | Giacomo Nizzolo                            | Alexander Kristoff             |
| 2021 | Mads Pedersen                              | Anthony Turgis                             | Thomas Pidcock                 |
| 2022 | Fabio Jakobsen                             | Caleb Ewan                                 | Hugo Hofstetter                |
| 2023 | Tiesj Benoot                               | Nathan Van Hooydonck                       | Matej Mohorič                  |
| 2024 | Wout Van Aert                              | Tim Wellens                                | Oier Lazkano                   |
| 2025 | Jasper Philipsen                           | Olav Kooij                                 | Hugo Hofstetter                |

## Vittorie per paese
| Pos | Paese         | Vittorie |
| --- | ------------- | -------- |
| 1   | Belgio        | 55       |
| 2   | Paesi Bassi   | 10       |
| 3   | Danimarca     | 3        |
| 4   | Germania      | 2        |
| 4   | Gran Bretagna | 2        |
| 6   | Australia     | 1        |
| 6   | Estonia       | 1        |
| 6   | Francia       | 1        |
| 6   | Slovacchia    | 1        |
| 6   | Stati Uniti   | 1        |
| 6   | Norvegia      | 1        |
| 6   | Lussemburgo   | 1        |